# Nebria gebleri
Nebria gebleri är en skalbaggsart som beskrevs av Pierre François Marie Auguste Dejean. Nebria gebleri ingår i släktet Nebria och familjen jordlöpare. Inga underarter finns listade i Catalogue of Life.